# ファクンド・カンパッソ
ファクンド・カンパッソ  (Facundo Campazzo  , 1991年3月23日 - )は、アルゼンチン・コルドバ州コルドバ出身のバスケットボール選手。ポジションはポイントガード。アルゼンチン代表。

## 来歴
2008年に国内リーグのCAペニャロールでプロデビュー。たちまちリーグを代表するポイントガードに成長し、リーグ戦、リーグカップ優勝など数々のタイトルをもたらし、リーグファイナルMVPにも2度選出された。
2014年8月30日、リーガACBのレアル・マドリード・バロンセストと3年契約を締結。2014-15シーズンはユーロリーグ、リーガACB、スペイン国王杯優勝を経験し、 "三冠王" を達成した。
2015年8月20日、ローン移籍でCBムルシアに加入。2016年のリオデジャネイロオリンピック終了後に、レアル・マドリード・バロンセストとの契約が満了する2017年以降にNBA入りを目指すことを表明。2017年4月には、NBAの複数のチームがカンパッソとの契約に興味を示していることが報じられた。

### NBAでのキャリア(2020-2022)
2020年11月30日、デンバー・ナゲッツと契約し、30歳にして念願のNBA入りが実現。2022年1月2日のヒューストン・ロケッツ戦では、NBA入り後自己最多の22得点12アシストを記録し、124-110の勝利に貢献した。
2022年10月18日、ダラス・マーベリックスと契約を結んだ。11月28日、マブスがケンバ・ウォーカーと契約する為にロスタースポットを確保する必要があった為、チームからウェイブされた。

### ヨーロッパ復帰(2022-)
2022年12月19日、ユーロリーグとABAリーグに所属するKKツルヴェナ・ズヴェズダと2023-2024シーズンまでの契約を結んだと発表された。

## アルゼンチン代表
2012年のロンドンオリンピックでアルゼンチン代表デビュー。2014年FIBAバスケットボール・ワールドカップ、リオデジャネイロオリンピック、2019年FIBAバスケットボール・ワールドカップにも出場している。

## 個人成績

### NBA

#### レギュラーシーズン
| シーズン | チーム | GP  | GS | MPG  | FG%  | 3P%  | FT%  | RPG | APG | SPG | BPG | PPG |
| -------- | ------ | --- | -- | ---- | ---- | ---- | ---- | --- | --- | --- | --- | --- |
| 2020–21  | DEN    | 65  | 19 | 21.9 | .381 | .352 | .879 | 2.1 | 3.6 | 1.2 | .2  | 6.1 |
| 2021–22  | DEN    | 65  | 4  | 18.2 | .361 | .301 | .769 | 1.8 | 3.4 | 1.0 | .4  | 5.1 |
| 2022–23  | DAL    | 8   | 0  | 6.5  | .231 | .273 | .500 | .3  | 1.1 | .8  | .0  | 1.3 |
| 通算     | 通算   | 138 | 23 | 19.3 | .369 | .326 | .825 | 1.8 | 3.3 | 1.1 | .3  | 5.3 |

#### プレーオフ
| シーズン | チーム | GP | GS | MPG  | FG%  | 3P%  | FT%  | RPG | APG | SPG | BPG | PPG |
| -------- | ------ | -- | -- | ---- | ---- | ---- | ---- | --- | --- | --- | --- | --- |
| 2021     | DEN    | 10 | 9  | 27.0 | .392 | .396 | .842 | 3.0 | 4.1 | 1.4 | .4  | 9.3 |
| 2022     | DEN    | 4  | 0  | 3.3  | .000 | .000 | ---  | .8  | .5  | .0  | .0  | .0  |
| 通算     | 通算   | 14 | 9  | 20.2 | .382 | .380 | .842 | 2.4 | 3.1 | 1.0 | .3  | 6.6 |